# Премия имени С. В. Ковалевской
Премия имени С. В. Ковалевской — премия, присуждаемая с 1992 года Российской академией наук. Присуждается Отделением математических наук за выдающиеся результаты в области математики.
Премия названа в честь С. В. Ковалевской — русской женщины-учёного в области математики и механики, с 1889 года иностранного члена-корреспондента Петербургской Академии наук. Ковалевская — первая в России и в Северной Европе женщина-профессор и первая в мире женщина — профессор математики.

## Лауреаты премии
На начало 2024 года награда была вручена следующим учёным:
- 1992 — Ольга Александровна Ладыженская — за цикл работ «Аттракторы для полугрупп и эволюционных уравнений»
- 1997 — Нина Михайловна Ивочкина — за цикл работ «Нелинейные уравнения с частными производными»
- 1999 — Валерий Васильевич Козлов — за цикл работ «Тензорные инварианты уравнений динамики»
- 2003 — Григорий Александрович Серёгин — за цикл работ по трёхмерным системам гидродинамики для вязких несжимаемых жидкостей
- 2007 — Сергей Валентинович Манаков и Владимир Вячеславович Соколов — за цикл работ «Новые интегрируемые случаи в гамильтоновой механике с конечным числом степеней свободы»
- 2009 — Андрей Борисович Богатырёв — за цикл работ «Экстремальные многочлены и римановы поверхности»
- 2012 — Алексей Владимирович Борисов и Иван Сергеевич Мамаев — за серию монографий, посвященных интегрируемым системам гамильтоновой механики
- 2015 — Александр Игоревич Буфетов — за цикл работ «Эргодическая теория и её применения к случайным процессам, представлениям и теории Тейхмюллера»
- 2018 — Искандер Асанович Тайманов — за цикл работ «Топологические препятствия к интегрируемости геодезических потоков»

- 2024 — Ирина Георгиевна Горячева — за цикл работ «Механико-математические модели фрикционного взаимодействия»